# 키쿠유족

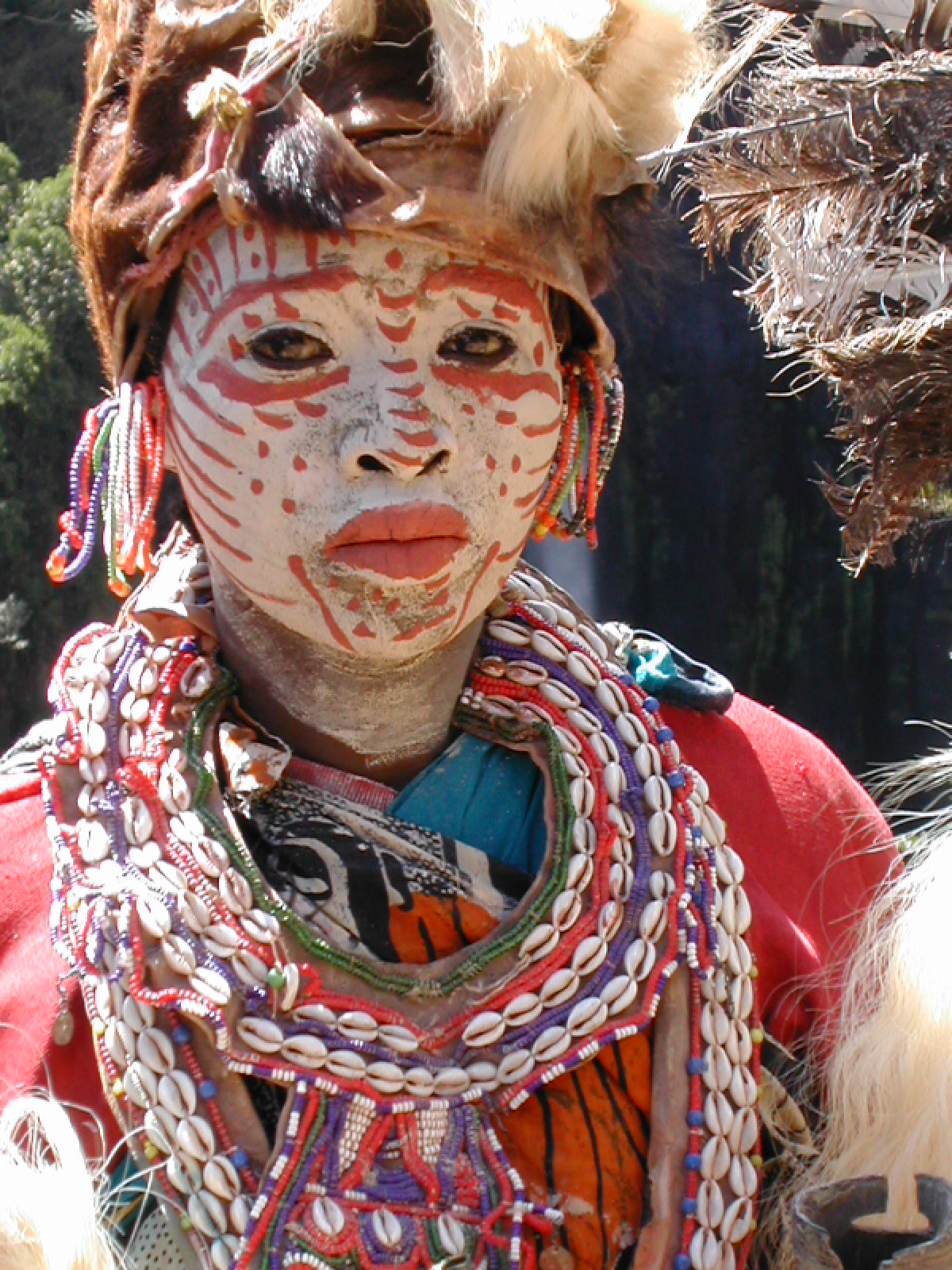
키쿠유 족 여성

키쿠유족(스와힐리어: Kĩkũyũ)은 동아프리카의 케냐 공화국 중부에 주로 거주하는 민족이다. 케냐에서 가장 큰 민족 집단으로, 2019년 기준 케냐 인구의 약 17%에 해당하는 8,148,668명이 사는 것으로 집계되었다. 2002년까지 KANU 당을 이끌던 집단이다.

## 문화
모어인 키쿠유어 외에 지역 공용어인 스와힐리어나 영어를 구사하기도 한다.

## 같이 보기
- 조모 케냐타(스와힐리어: Jomo Kenyatta) - 케냐의 초대 대통령